# ناعومي والاس
ناعومي والاس (بالإنجليزية: Naomi Wallace)‏ هي كاتبة سيناريو وكاتِبة وكاتبة مسرحية وشاعرة أمريكية، ولدت في 17 أغسطس 1960 في بروسبيكت في الولايات المتحدة.

## وصلات خارجية
- ناعومي والاس على موقع IMDb (الإنجليزية)
- ناعومي والاس على موقع قاعدة بيانات الفيلم (الإنجليزية)